# Amolops minutus
Amolops minutus es una especie de anfibio anuro de la familia Ranidae.

## Distribución geográfica yhábitat
Es endémica del norte de Vietnam. Su rango altitudinal oscila entre 2050 y 2400 m s. n. m..